# Кудрявцев, Алексей Валентинович
Алексе́й Валентинович Кудря́вцев (28 ноября 1972, Москва, РСФСР, СССР) — российский пловец.

## Биография
Стал известным после завоевания золотой медали в составе Объединённой команды на летних Олимпийских играх 1992 года в Барселоне. Он выиграл в эстафете 4×200 м вместе с Дмитрием Лепиковым, Вениямином Таяновичем, Евгением Садовым и Владимиром Пышненко. В финале не участвовал, а просто пробивал свою команду в финал в предварительных заплывах.
Дочь — Яна (многократная чемпионка мира и Европы по художественной гимнастике), серебряный призёр Олимпиады в Рио-де-Жанейро (2016).